# Chris Nielsen (Basketballspieler)
Chris Marius D. S. Nielsen (* 1. Mai 1985 in Randers) ist ein ehemaliger dänischer Basketballspieler.

## Werdegang
Nielsen begann als Zehnjähriger bei Randers Cimbria mit dem Basketball. Im Alter von 15 Jahren wurde in der Saison 2001/02 Mitglied von Randers’ Herrenmannschaft in der höchsten dänischen Spielklasse, Basketligaen. In der Saison 2005/06 gelang dem 1,93 Meter großen Nielsen der Durchbruch in der Liga, als er einen Punktedurchschnitt von 18,9 Punkten je Begegnung erzielte. 2009 gewann er mit Randers in der dänischen Meisterschaft die Bronzemedaille.
2010 zog sich der Verein aus Geldmangel in die dritte Liga zurück, Nielsen wechselte daraufhin zu den Bakken Bears. Mit der Mannschaft aus Aarhus wurde Nielsen 2011 und 2012 dänischer Meister. 2011 gewann er mit Bakken ebenfalls den dänischen Pokalwettbewerb und wurde als bester Spieler des Endspiels ausgezeichnet. Zu Nielsens Stärken gehörte der Dreipunktewurf, von denen er im November 2011 für Bakken in einem Spiel gegen Aabyhøj IF neun traf. Dennoch hatte er während seiner Zeit bei den Bakken Bears eine weniger bestimmende Rolle inne als zuvor in Randers, wo er lange eine der Hauptpersonen des sportlichen Geschehens gewesen war. Als er im Oktober 2012 Bakkens deutschen Trainer Philip Dejworek anspuckte, nachdem dieser ihn für ein Spiel gegen Randers nicht berücksichtigt hatte, wurde Nielsen vom Verein mit augenblicklicher Wirkung aus der Mannschaft ausgeschlossen.
Kurz nach der Entlassung bei Bakken kehrte Nielsen zu Randers Cimbria zurück, das mittlerweile wieder Erstligist war. 2014 zog er mit der Mannschaft zum ersten Mal in der Vereinsgeschichte in die Endspielserie um die dänische Meisterschaft ein, unterlag dort aber Bakken. Den besten Saisonmittelwert seiner Basketligaen-Laufbahn erbrachte Nielsen 2015/16, als er im Durchschnitt 23,4 Punkte je Begegnung erzielte und in der Korbjägerliste der Liga auf dem zweiten Platz stand. 2018 wurde er mit Randers Dritter der dänischen Meisterschaft, beim Abbruch der Saison 2019/20, die wegen der Covid-19-Pandemie vorzeitig beendet wurde, stand er mit seiner Mannschaft auf dem zweiten Tabellenplatz, deshalb bekam man die Silbermedaille zugeteilt.
Ende Januar 2022 gab Nielsen bekannt, nach dem Abschluss der Saison 2021/22 als Leistungsbasketballspieler zurückzutreten. Anfang März 2022 kam es vorzeitig zur Trennung, als Nielsen von Randers Cimbria entlassen wurde, da die Vereinsführung ihm vorwarf, seinen vertraglich vereinbarten Pflichten nicht vollständig nachgekommen zu sein, indem Nielsen unter anderem bei Übungseinheiten gefehlt hatte. Nielsen wurde im Rahmen des Endspiels des dänischen Pokalwettbewerbs im April 2022 vom Dänischen Basketball-Verband sowie von Randers Cimbria für seine Verdienste um den dänischen Basketballsport geehrt und in den Leistungssportruhestand verabschiedet. Nielsen verließ die höchste dänische Spielklasse als Inhaber mehrerer Basketligaen-Bestmarken, darunter jene für die meisten Einsätze, die meisten erzielten Punkte, die meisten Ballgewinne und die meisten getroffenen Dreipunktewürfe.
Für die dänische Herrennationalmannschaft bestritt Nielsen 13 A-Länderspiele. Zu seinen Mannschaftskameraden bei Randers Cimbria gehörten zeitweise seine Brüder Nicky, Patrick und Mike. Da er die deutlich meiste Zeit seiner Leistungssportlaufbahn in Randers zubrachte, erhielt er den Spitznamen Bürgermeister von Randers.